# Sportcentrum Schuttersveld
Sportcentrum Schuttersveld is een multifunctioneel sportpark in de stad Sneek.

## Historie
Op 16 augustus 2004 startte de aanleg van het sportcentrum Schuttersveld in Sneek na de aangekondigde sluiting van Sportpark Noorderhoek. Wethouder Hans van den Broek sloeg op 27 oktober 2004 officieel de eerste paal. De werkzaamheden duurde tot 31 december 2006. Op 1 juni 2007 opende de gemeente Sneek samen met de sportverenigingen het park tijdens een weekendvullende opening.

## Gebruik
Sportcentrum Schuttersveld is multifunctioneel. De volgende grote verenigingen maken gebruik van het complex:
- AV Horror '47 (een atletiekbaan, kleedkamers en kantine)
- KV de Waterpoort (twee korfbalvelden, kleedkamers en kantine)
- VV Waterpoort Boys (twee voetbalvelden, kleedkamers en kantine)
- VV Black Boys (twee voetbalvelden, kleedkamers en kantine)

Daarnaast bevindt zich op het sportpark:
- een 400 meter skeelerbaan
- een wielercircuit van ca. 1.500 meter
- een honkbalveld annex kaatsveld met voor deze voorzieningen benodigde ruimten
- een sporthal met een gymnastieklokaal en klimmuren

## Externe verwijzingen
- Interactieve kaart van Sportcentrum Schuttersveld